# Olga (Schiff, 1882)
Die Olga war eine Glattdeckskorvette der Carola-Klasse, die Anfang der 1880er Jahre für die Kaiserliche Marine gebaut wurde. Sie lief am 11. Dezember 1880 in Stettin vom Stapel. Sie war das zweite Schiff der Klasse, zu der drei weitere Schiffe gehörten. Wie ihre Schwesterschiffe Carola, Marie und Sophie war sie nach der Gemahlin des Herrschers eines deutschen Bundesstaats benannt. Namensgeberin war Großfürstin Olga Nikolajewna von Russland, Tochter des russischen Zaren Nikolaus I., die 1846 den späteren König Karl von Württemberg geheiratet hatte.
Die Schiffe der Carola-Klasse wurden in den späten 1870er Jahren zur Erweiterung der deutschen Auslandskreuzerflotte in Auftrag gegeben, die zu dieser Zeit stark veraltet war. Ihre Hauptaufgaben waren der Stationsdienst zur Absicherung deutscher Interessen in ausländischen Gewässern ohne deutsche Stützpunkte sowie im deutschen Kolonialreich. Entsprechend sollten die Schiffe als Flottenaufklärer und auf ausgedehnten Einsatzfahrten in überseeischen Interessensgebieten des deutschen Kaiserreichs Dienst tun. Als Hauptbewaffnung verfügte das Schiff über eine Batterie von zehn 15-cm-Ringkanonen und dazu über ein vollständiges Segelrigg, um die ebenfalls vorhandene Dampfmaschine auf langen Einsatzfahrten in Übersee zu ergänzen.
Zur Erfüllung ihrer Aufgabe absolvierte die Olga zwei mehrjährige Auslandsfahrten. Während der zweiten Reise strandete das Schiff und wurde nach der Rückkehr nach Deutschland außer Dienst gestellt.

## Einsatzgeschichte
Die Olga war als Ersatz für die veraltete Korvette Augusta vorgesehen. Mit dem Bau wurde Ende 1878 die Vulcan-Werft in Stettin beauftragt. Die Kiellegung erfolgte ein Jahr später. Die Schiffstaufe erfolgte am 11. Dezember 1880, Karl Ferdinand Batsch, zu diesem Zeitpunkt Vizeadmiral, hielt die Taufrede. Die Erprobungsphase des Schiffes begann im September 1881 in der Ostsee und am 9. Januar 1882 folgte die Indienststellung.

### Einsatz in Westindien
Die Olga wurde am 1. Oktober 1882 zum Einsatz auf der Ostamerikanischen Auslandsstation der Kaiserlichen Marine kommandiert. Am 14. Oktober verließ sie dazu Kiel. An Bord befand sich auch der spätere Großadmiral und Generalinspekteur der Kaiserlichen Marine Prinz Heinrich von Preußen, zu dem Zeitpunkt im Dienstgrad Leutnant zur See. Die Korvette lief dann zunächst Plymouth an, wo Prinz Heinrich seine Großmutter Victoria traf. Schwere Unwetter verhinderten dann die Weiterfahrt, sodass die Olga ihre Fahrt erst am 23. Oktober fortsetzen konnte. Am 3. Dezember erreichte sie schließlich Bridgetown auf Barbados. Es folgte ein Aufenthalt in Port of Spain, Trinidad und Tobago, vom 16. Januar bis zum 11. Februar 1883. Während dieser Zeit charterte Prinz Heinrich ein Dampfschiff, um den Orinoco zu erkunden. Anschließend fuhr die Olga nach Venezuela und Brasilien weiter. Bei dem Aufenthalt in Rio de Janeiro besuchte Kaiser Pedro II. das Schiff.

### Einsatz vor Westafrika
1884 wurde die Olga zum neu formierten „Westafrikanischen Kreuzer-Geschwader“ unter Konteradmiral Eduard Knorr abkommandiert. Bestehend aus Bismarck, Möwe, Gneisenau, Ariadne und Olga sollte dieses Geschwader im Rahmen der später so genannten Kanonenbootpolitik die in Westafrika „… ansässigen Deutschen unter deutschen Schutz …“ stellen. Das Einsatzgebiet lag zwischen dem Nigerdelta und Gabun, das heutige Kamerun.

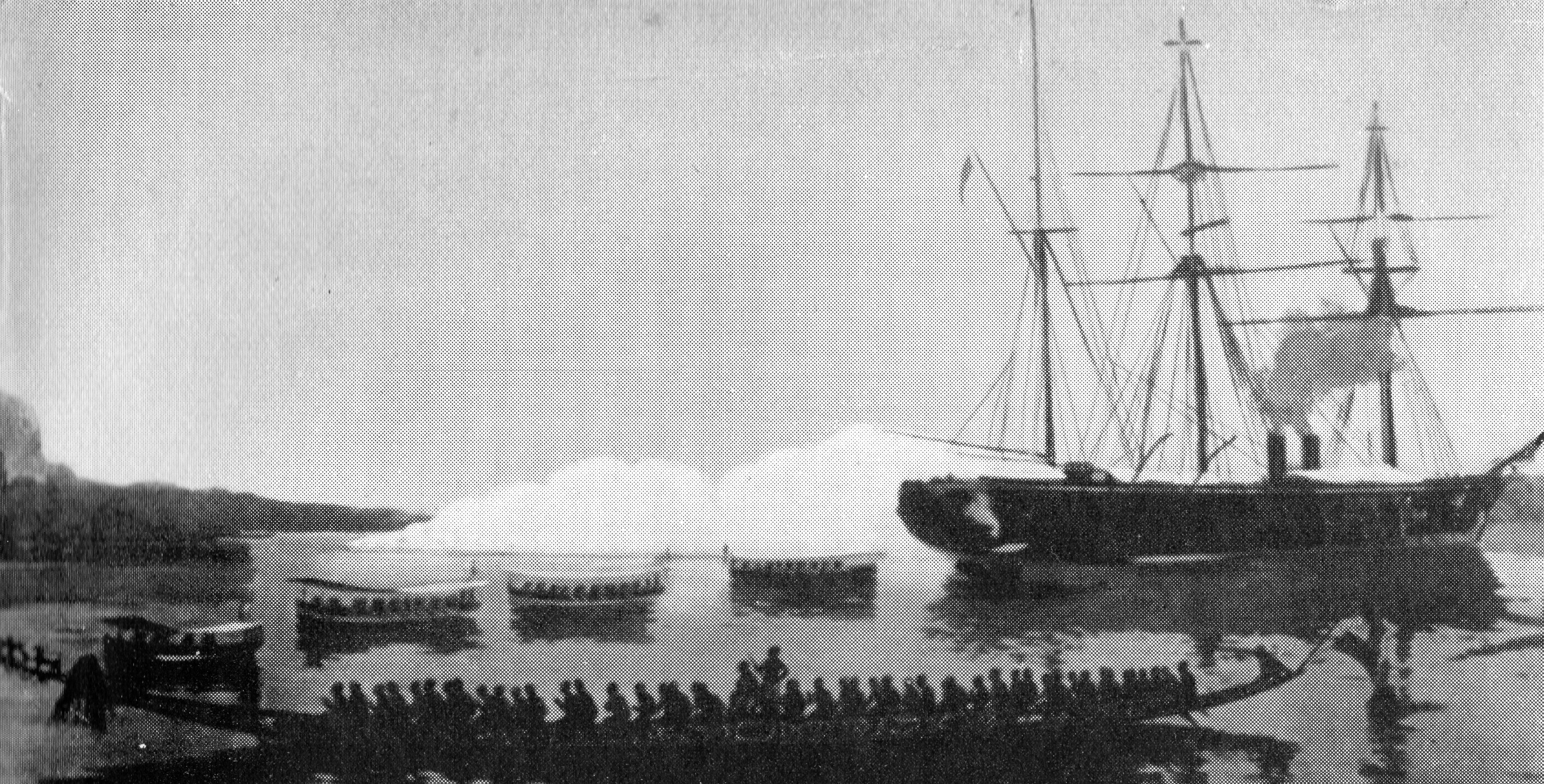
Die Olga bei der Beschießung von Hickorytown (heute Duala), Kamerun, 21. Dezember 1884

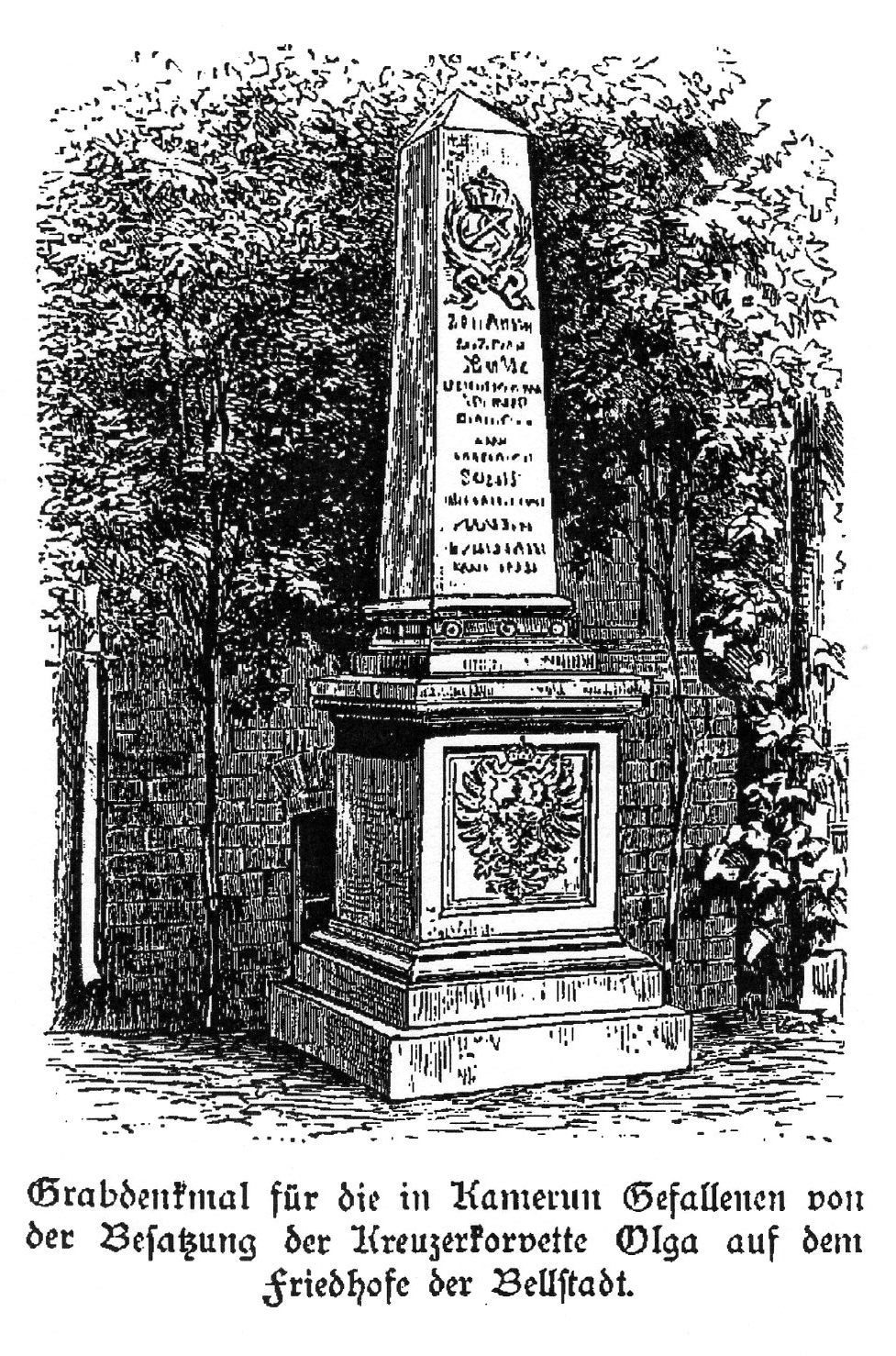
Denkmal für die 1884 Gefallenen der Olga in Bellstadt, heute Duala

Am 18. Dezember 1884 begann unter den Duala ein Aufstand gegen den deutschfreundlichen König Bell. Die Landungskorps der Bismarck und der Olga erstürmten die Joßplatte, wo sich die Aufständischen verschanzt hatten. Bis zum 22. Dezember 1884 gelang es den Marineinfanteristen, den Aufstand niederzuschlagen. Ab 1885 wurden mehrere Verträge zwischen dem Deutschen Reich, Frankreich und Großbritannien geschlossen, so dass Kamerun als deutsche Kolonie anerkannt wurde. Die Olga verblieb zunächst in den Gewässern vor Kamerun, bis sie vom Kanonenboot Habicht abgelöst wurde und am 2. April 1885 die Heimreise antrat.

### Einsatz vor Ostafrika und im Pazifik
Nach ihrer Ankunft in Kiel am 25. Mai ging Olga zur Generalüberholung in die Werft. Anschließend begann sie Trainingsaktivitäten, zunächst in deutschen Gewässern, später dann als Teil des Übungsgeschwaders. Ab dem 14. September wurde die Olga erneut der Westafrikanischen Station zugewiesen und verließ Deutschland am 29. Oktober. Allerdings wurde sie kurz darauf dem „Ostafrikanischen Kreuzer-Geschwader“, erneut unter dem Befehl Admiral Knorrs, zugeteilt. Das Schiff erreichte das Geschwader vor Sansibar am 29. Dezember. Bereits am 9. Februar 1886 wurde dem Geschwader befohlen, Afrika in Richtung Zentralpazifik zu verlassen, wo die Olga zunächst allein die Küste Neu-Mecklenburgs erforschte und am 23. Juli in Hongkong mit den übrigen Schiffen des Geschwaders wieder zusammentraf. Nach Wartungsarbeiten erhielt das Geschwader Befehl, nach Ostafrika zurückzukehren. Am 14. Dezember traf das Geschwader in Sansibar ein. Hiernach wurde die Olga beauftragt, zusammen mit ihrem Schwesterschiff Carola die Küste von Wituland zu patrouillieren und im Januar 1887 in Manda Bay (im heutigen Kenia) eine Flaggenhissung vorzunehmen. Sie wurde auch geschickt, um die Auslieferung der Mörder des deutschen Entdeckers Karl Ludwig Jühlke zu erzwingen und transportierte die Männer von Kismaayo nach Sansibar. Anfang März 1887 verließ das Geschwader Ostafrika und ging aufgrund zunehmender Spannungen zwischen Deutschland und Frankreich nach Kapstadt. Dort warteten sie auf weitere Befehle, die im Falle eines Krieges zwischen beiden Ländern erwartet wurden. Nachdem sich die Situation beruhigt hatte, schickte die Admiralität die Schiffe am 7. Mai zurück in den Pazifik. Sie kamen am 9. Juni in Sydney an, wo an diesem Tag der Kapitän des Schiffes, Korvettenkapitän von Reichenbach, plötzlich verstarb und der Erste Offizier das Kommando übernehmen musste. In Sydney ging das Schiff zur Überholung ins Trockendock.

### Einsatz und Strandung auf Samoa

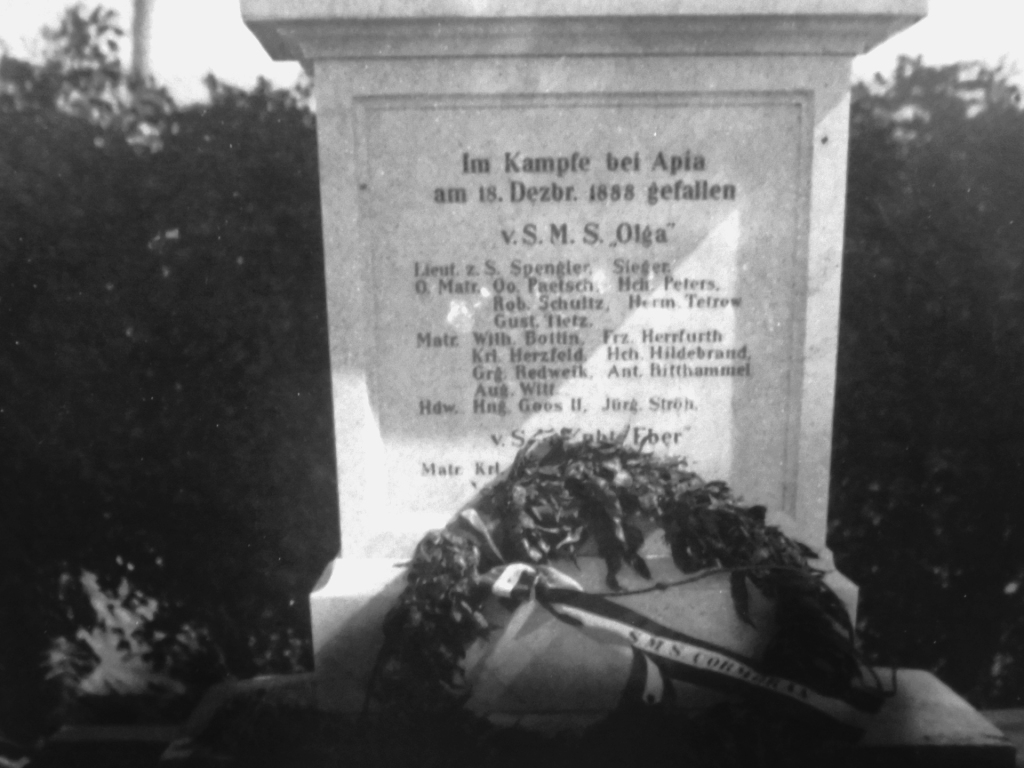
Samoa, Denkmal für 1888 auf Samoa Gefallene der Olga

Später wurde die Olga nach Samoa entsandt. Dort brach 1888 ein Aufstand gegen die deutschen Händler und Einwanderer aus, der von den Vereinigten Staaten mit Waffenlieferungen unterstützt wurde. Die Landungskorps der Olga und der gleichzeitig entsandten Eber gerieten am 18. Dezember 1888 in der Nähe des Hafens Apia in schwere Kämpfe, bei denen zwei Offiziere und 14 Mann fielen, sowie ein Offizier und 38 Mann verwundet wurden.
Während des Konfliktes stieß auf deutscher Seite noch die Adler zu Olga und Eber hinzu, die Trenton, Vandalia und Nipsic der United States Navy und die britische Korvette Calliope trafen ebenfalls vor Samoa ein. Alle sieben Schiffe lagen am 13. März 1889 in Apia vor Anker, als ein Zyklon die Insel traf. Die Schiffe dampften gegen das Wetter an, um die Kräfte, die auf die Ankerketten wirkten, zu verringern. Am nächsten Morgen jedoch wurde der Sturm so stark, dass die Adler, die Eber und die Nipsic auch mit voller Kraft nicht mehr gegen das Wetter ankommen konnten und zu treiben begannen. Die Eber riss sich von der Ankerkette los und prallte erst mit der Olga zusammen, dann mit der Nipsic, bevor sie von dem Sturm auf das Korallenriff geworfen wurde und dort kieloben liegen blieb. Nur vier Mann der Besatzung überlebten dies. Auch die Nipsic riss sich los und kollidierte mit der Olga, ehe auch sie auf das Riff trieb. Die Adler wurde an Land gespült und blieb auf der Seite liegend auf dem Strand liegen, wobei 20 Seeleute ums Leben kamen. Als Nächstes wurde die Vandalia auf dem Riff zertrümmert. Auch die deutsche Bark Peter Godeffroy und der dänische Schoner Azur havarierten und wurden zerstört. Als die Calliope ebenfalls zu treiben begann, entschied sich ihr Kommandant zu einem gewagten Mittel, um dem Schicksal der anderen Schiffe zu entgehen. Er ließ den Anker lichten und dampfte gegen die Wellen an, um sein Schiff aus der Bucht zu bringen. Da die Calliope außergewöhnlich starke Maschinen hatte, gelang dieses Vorhaben und das Schiff wurde nicht zerstört.

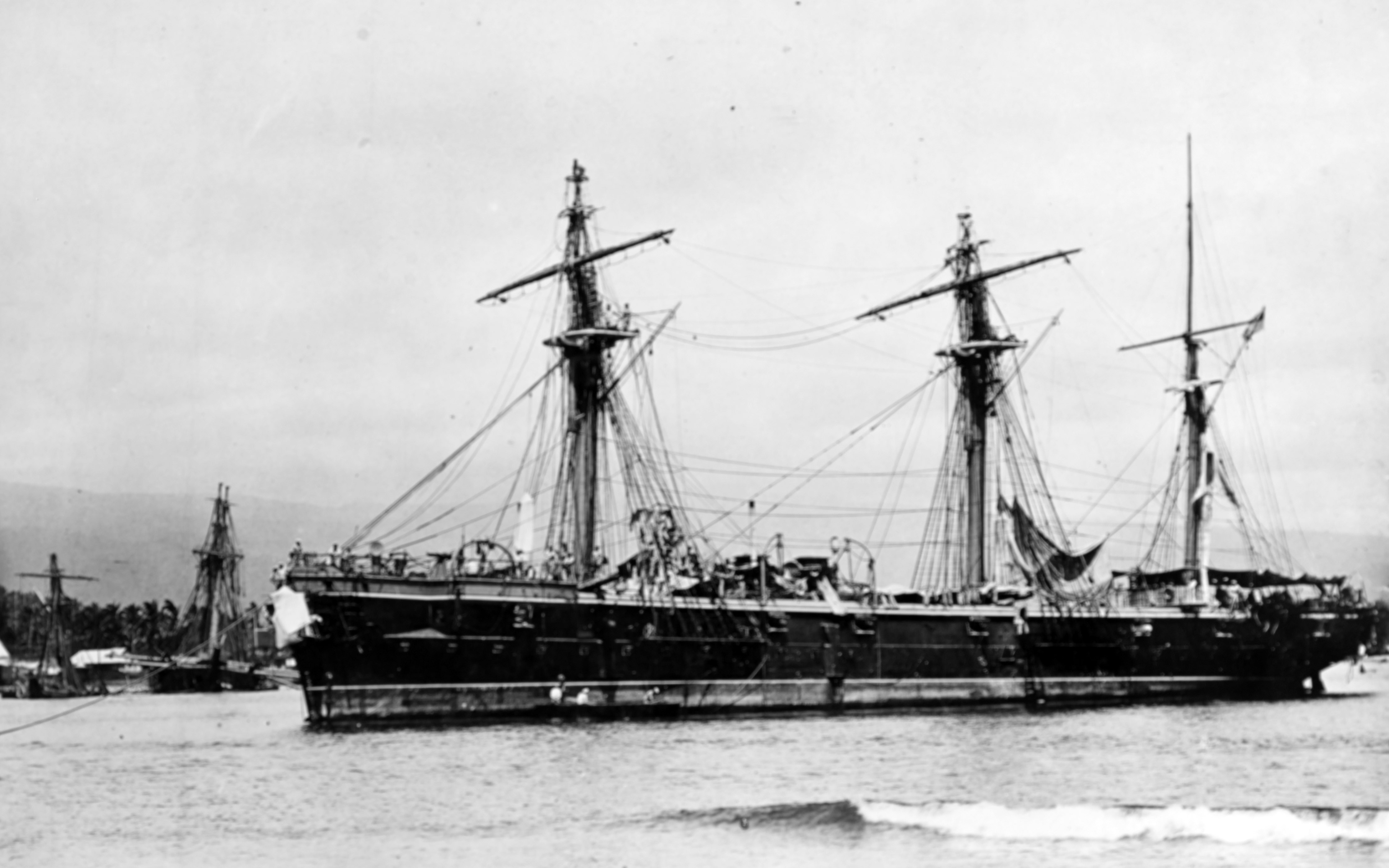
Die Olga mit Sturmschäden vor Apia

Nun lagen nur noch die Trenton und die Olga im Hafen von Apia. Als der Wind etwas drehte, hoffte man auf dem deutschen Schiff davonzukommen, doch dann riss sich die Trenton los und trieb auf die Olga zu. Korvettenkapitän von Ehrhardt entschloss sich nun seinerseits zu versuchen, sein Schiff zu retten. Da er nicht über so starke Maschinen wie die entkommene Calliope verfügte, war ein Auslaufen nicht möglich. So entschied er sich, sein Schiff kontrolliert auf Grund zu setzen. Mit voller Kraft voraus konnte er an der Trenton vorbei dampfen, der Bugspriet der Amerikaner riss ihm jedoch die Unterrahen weg. An einer weichen Stelle bei Matautu dampfte die Olga schließlich auf den Strand. Dadurch waren Schiff und Mannschaft gerettet. Die Trenton hingegen wurde ebenfalls auf das Riff geworfen und damit zerstört. Erst am 17. März legte sich der Sturm, der sieben Schiffe vernichtet hatte.

### Nach 1889 und Verbleib
Die Olga wurde anschließend wieder schwimmfähig gemacht und konnte mit eigener Kraft nach Sydney laufen, wo sie wieder seetauglich gemacht wurde, um die Heimreise nach Deutschland anzutreten. Im Sueskanal kollidierte sie mit einem Handelsschiff. In Deutschland wurde die Olga repariert und zum Artillerieschulschiff für Maschinenwaffen umgerüstet. Die 15,0-cm-Ringkanonen wurden dafür entfernt.
Im Juli 1898 unternahm die Olga eine Expeditionsfahrt zur Bäreninsel und nach Westspitzbergen, die offiziell ozeanographischen Zwecken und der Erkundung der Fischbestände im Auftrag des Deutschen Fischerei-Vereins diente. Tatsächlich hatte Korvettenkapitän Richard Dittmer die kaiserliche Mission, auf der Bäreninsel eine Station für deutsche Fischdampfer anzulegen. Von diesem Auftrag wussten die begleitenden Wissenschaftler nichts. Ohne die Insel, die reiche Kohlevorkommen besaß, offiziell in Besitz zu nehmen, sollte sie als Faustpfand bei der Verteilung der arktischen Gebiete dienen. Die Expedition führte Lotungen an der Küste durch, erprobte Grundschleppnetze und entnahm eine Kohleprobe. 1899 errichtete der Seefischerei-Verein eine Schutzhütte in Herwig-Hafen.
Die deutschen Versuche, auf der Insel Fuß zu fassen, wurden jedoch durch die privaten Handelsinteressen Theodor Lerners gestört, der 1899 ebenfalls eine Expedition zur Bäreninsel unternahm, was die erhöhte Aufmerksamkeit der russischen Marine hervorrief.
Im Jahr 1905 wurde die Olga aus der Flottenliste gestrichen, im März 1906 verkauft und 1908 abgewrackt.

## Kommandanten
| Oktober 1881 – Januar 1882         | KL Max von Raven               |
| Oktober 1882 – März 1884           | KK Albert von Seckendorff      |
| Oktober 1884 – April 1887          | KK Felix von Bendemann         |
| April 1887 – Juni 1887             | KK Heinrich von Reichenbach    |
| Juni 1887 – August 1887            | KL Louis Fischer (i. V.)       |
| August 1887 – August 1888          | KK/KzS Franz Strauch           |
| August 1888 – September 1888       | KK/KzS Eduard Hartog           |
| September 1888 – September 1889    | KK Armand Freiherr von Erhardt |
| 25. Juli 1893 – 30. September 1893 | KK Ernst von Frantzius         |
| 29. März 1898 – 30. November 1898  | KL/KK Hartwig von Dassel       |
| 15. Januar 1901 – März 1902        | KK Hartwig von Dassel          |
| April 1902 – April 1903            | KK Hugo von Cotzhausen         |
| April 1903 – September 1904        | KK/FK Friedrich Marwede        |
| Oktober 1904 – März 1905           | KK Karl Behm                   |